# Selection sort

Animação do algoritmo selection sort.

A ordenação por seleção (do inglês, selection sort) é um algoritmo de ordenação baseado em se passar sempre o menor valor do vetor para a primeira posição (ou o maior dependendo da ordem requerida), depois o de segundo menor valor para a segunda posição, e assim é feito sucessivamente com os {\displaystyle n-1} elementos restantes, até os últimos dois elementos.

## Descrição do algoritmo
É composto por dois laços, um laço externo e outro interno. O laço externo serve para controlar o índice inicial e o interno percorre todo o vetor. Na primeira iteração do laço externo o índice começa de 0 e cada iteração ele soma uma unidade até o final do vetor e o laço mais interno percorre o vetor começando desse índice externo + 1 até o final do vetor. Isso ficará mais explícito no exemplo.
Exemplo:
vetor = 9 - 7 - 8 - 1 - 2 - 0 - 4
O primeiro laço o índice inicial é 0. O laço mais interno começa do índice 1 (índice_inicial_externo + 1) e percorre o vetor até achar o menor elemento, neste caso o número zero. O zero passa para a posição inicial do vetor que na primeira iteração do laço é 0.
0 - 7 - 8 - 1 - 2 - 9 - 4
Ao fim do laço interno, o laço externo incrementa uma unidade, agora a posição inicial do vetor passa a ser 1, pois o zero já se encontra no lugar dele, não é preciso mais fazer verificações pois ele é o menor elemento deste vetor. Agora o processo se repete, buscando o segundo menor elemento, neste caso o um.
0 - 1 - 8 - 7 - 2 - 9 - 4
Consequentemente o terceiro menor, quarto menor,...
Assim sucessivamente até o vetor está ordenado.
0 - 1 - 2 -7 - 8 - 9 - 4
...
0 - 1 - 2 - 4 - 8 - 9 - 7
...
0 - 1 - 2 - 4 - 7 - 9 - 8
...
0 - 1 - 2 - 4 - 7 - 8 - 9

## Complexidade
O selection sort compara a cada interação um elemento com os outros, visando encontrar o menor. Dessa forma, podemos entender que não existe um melhor caso mesmo que o vetor esteja ordenado ou em ordem inversa serão executados os dois laços do algoritmo, o externo e o interno. A complexidade deste algoritmo será sempre {\displaystyle O(n^{2})} enquanto que, por exemplo, os algoritmos heapsort e mergesort possuem complexidades {\displaystyle O(n\log n).}

## Vantagens
- Ele é um algoritmo simples de ser implementado em comparação aos demais.
- Não necessita de um vetor auxiliar (in-place).
- Por não usar um vetor auxiliar para realizar a ordenação, ele ocupa menos memória.
- Ele é uns dos mais velozes na ordenação de vetores de tamanhos pequenos.

## Desvantagens
- Ele é um dos mais lentos para vetores de tamanhos grandes.
- Ele não é estável.
- Ele faz sempre {\displaystyle (n^{2}-n)/2} comparações, independentemente do vetor estar ordenado ou não.

## Implementações

### C
```
void
 
selection_sort
(
int
 
num
[],
 
int
 
tam
)
 
{
 

  
int
 
i
,
 
j
,
 
min
,
 
aux
;

  
for
 
(
i
 
=
 
0
;
 
i
 
<
 
(
tam
-1
);
 
i
++
)
 

  
{

     
min
 
=
 
i
;

     
for
 
(
j
 
=
 
(
i
+
1
);
 
j
 
<
 
tam
;
 
j
++
)
 
{

       
if
(
num
[
j
]
 
<
 
num
[
min
])
 

         
min
 
=
 
j
;

     
}

     
if
 
(
i
 
!=
 
min
)
 
{

       
aux
 
=
 
num
[
i
];

       
num
[
i
]
 
=
 
num
[
min
];

       
num
[
min
]
 
=
 
aux
;

     
}

  
}

}

```

### C++
Colocando os menores no início:
```
void
 
SelectionSort
(
int
 
vetor
[],
 
int
 
tam
)
 
{

    
for
 
(
int
 
indice
 
=
 
0
;
 
indice
 
<
 
tam
;
 
++
indice
)
 
{

        
int
 
indiceMenor
 
=
 
indice
;

        
for
 
(
int
 
indiceSeguinte
 
=
 
indice
+
1
;
 
indiceSeguinte
 
<
 
tam
;
 
++
indiceSeguinte
)
 
{

            
if
 
(
vetor
[
indiceSeguinte
]
 
<
 
vetor
[
indiceMenor
])
 
{

                
indiceMenor
 
=
 
indiceSeguinte
;

            
}

        
}

        
int
 
aux
 
=
 
vetor
[
indice
];

        
vetor
[
indice
]
 
=
 
vetor
[
indiceMenor
];

        
vetor
[
indiceMenor
]
 
=
 
aux
;

    
}

}

```

### C#
```
void
 
SelectionSort
(
int
[]
 
vetor
)
 

{
 

    
int
 
min
,
 
aux
;

    
for
 
(
int
 
i
 
=
 
0
;
 
i
 
<
 
vetor
.
Length
-
1
;
 
i
++
)

    
{

        
min
 
=
 
i
;

        
for
 
(
int
 
j
 
=
 
(
i
+
1
);
 
j
 
<
 
vetor
.
Length
;
 
j
++
)

        
{

            
if
 
(
vetor
[
j
]
 
<
 
vetor
[
min
])

            
{

                
min
 
=
 
j
;

            
}

        
}

        
if
 
(
vetor
[
i
]
 
!=
 
vetor
[
min
])

        
{

            
aux
 
=
 
vetor
[
i
];

            
vetor
[
i
]
 
=
 
vetor
[
min
];

            
vetor
[
min
]
 
=
 
aux
;

        
}

    
}

}

```

### Python
```
def
 
selection_sort
(
lista
):

  
""" Ordena uma lista. Custo O(n²) """

  

  
n
 
=
 
len
(
lista
)
 
# tamanho da lista

  
if
 
n
 
==
 
1
:
  
# caso base

    
return
 
lista
[
0
]
 

  
# Loop externo para iterar sobre os índices da lista

  
for
 
i
 
in
 
range
(
n
-
1
):

    

    
menor
 
=
 
i
  
# primeiro índice inicia como o menor

    
# Loop interno para encontrar o índice do menor elemento

    
for
 
j
 
in
 
range
(
i
 
+
 
1
,
 
n
):

      
if
 
lista
[
j
]
 
<
 
lista
[
menor
]:

        
menor
 
=
 
j

    
# Se o elemento atual não é o menor, troca

    
if
 
lista
[
i
]
 
!=
 
lista
[
menor
]:

      
aux
 
=
 
lista
[
i
]

      
lista
[
i
]
 
=
 
lista
[
menor
]

      
lista
[
menor
]
 
=
 
aux

  
return
 
lista
 

# USO

lista_desordenada
 
=
 
[
3
,
2
,
1
]
 
# Lista de números desordenados

lista_ordenada
 
=
 
selection_sort
(
lista_desordenada
)
 
# ordena

print
(
lista_ordenada
)
 
# [1, 2, 3]

```

### V
```
// Loop

fn
 
selection_sort_loop
<
T
>
(
mut
 
array_to_sort
 
[]
T
,
 
compare
 
fn
 
(
a
 
T
,
 
b
 
T
)
 
bool
)
 
{

  
array_to_sort_len
 
:
=
 
array_to_sort
.
len

  
for
 
i
 
in
 
0
..
array_to_sort_len
 
{

    
// index of lowest

    
mut
 
ilo
 
:
=
 
i

    
for
 
j
 
in
 
i
 
+
 
1
..
array_to_sort_len
 
{

      
if
 
compare
(
array_to_sort
[
ilo
],
 
array_to_sort
[
j
])
 
{

        
ilo
 
=
 
j

      
}

    
}

    
//if i != ilo {

      
array_to_sort
[
i
],
 
array_to_sort
[
ilo
]
 
=
 
array_to_sort
[
ilo
],
 
array_to_sort
[
i
]

      
/*tmp := array_to_sort[i]

      array_to_sort[i] = array_to_sort[ilo]

      array_to_sort[ilo] = tmp*/

    
//}

  
}

}

fn
 
selection_sort_loop_clone
<
T
>
(
array_to_sort
 
[]
T
,
 
compare
 
fn
 
(
a
 
T
,
 
b
 
T
)
 
bool
)
 
[]
T
 
{

  
mut
 
array_to_sort_clone
 
:
=
 
array_to_sort
.
clone
()

  
selection_sort_loop
<
T
>
(
mut
 
array_to_sort_clone
,
 
compare
)

  
return
 
array_to_sort_clone

}

// Recursion

fn
 
selection_sort_recursion
<
T
>
(
mut
 
array_to_sort
 
[]
T
,
 
compare
 
fn
 
(
a
 
T
,
 
b
 
T
)
 
bool
)
 
{

  
array_to_sort_len
 
:
=
 
array_to_sort
.
len

  
//if array_to_sort_len <= 1 { return }

  
// index of lowest

  
i
 
:
=
 
0

  
mut
 
ilo
 
:
=
 
i

  
for
 
j
 
in
 
i
 
+
 
1
..
array_to_sort_len
 
{

    
if
 
compare
(
array_to_sort
[
ilo
],
 
array_to_sort
[
j
])
 
{

      
ilo
 
=
 
j

    
}

  
}

  
//if i != ilo {

    
array_to_sort
[
i
],
 
array_to_sort
[
ilo
]
 
=
 
array_to_sort
[
ilo
],
 
array_to_sort
[
i
]

    
/*tmp := array_to_sort[i]

    array_to_sort[i] = array_to_sort[ilo]

    array_to_sort[ilo] = tmp*/

  
//}

  
if
 
i
 
+
 
1
 
<
 
array_to_sort_len
 
{

    
selection_sort_recursion
<
T
>
(
mut
 
array_to_sort
[
i
 
+
 
1
..
],
 
compare
)

  
}

}

fn
 
selection_sort_recursion_clone
<
T
>
(
array_to_sort
 
[]
T
,
 
compare
 
fn
 
(
a
 
T
,
 
b
 
T
)
 
bool
)
 
[]
T
 
{

  
mut
 
array_to_sort_clone
 
:
=
 
array_to_sort
.
clone
()

  
selection_sort_recursion
<
T
>
(
mut
 
array_to_sort_clone
,
 
compare
)

  
return
 
array_to_sort_clone

}

// Selection Sort

enum
 
LoopRec
 
{

  
loop

  
recursion

}

fn
 
selection_sort
<
T
>
(
mut
 
array_to_sort
 
[]
T
,
 
compare
 
fn
 
(
a
 
T
,
 
b
 
T
)
 
bool
,
 
loop_rec
 
LoopRec
)
 
{

  
match
 
loop_rec
 
{

    
.
loop
 
{
 
selection_sort_loop
<
T
>
(
mut
 
array_to_sort
,
 
compare
)
 
}

    
.
recursion
 
{
 
selection_sort_recursion
<
T
>
(
mut
 
array_to_sort
,
 
compare
)
 
}

  
}

}

fn
 
selection_sort_clone
<
T
>
(
array_to_sort
 
[]
T
,
 
compare
 
fn
 
(
a
 
T
,
 
b
 
T
)
 
bool
,
 
loop_rec
 
LoopRec
)
 
[]
T
 
{

  
return
 
match
 
loop_rec
 
{

    
.
loop
 
{
 
selection_sort_loop_clone
<
T
>
(
array_to_sort
,
 
compare
)
 
}

    
.
recursion
 
{
 
selection_sort_recursion_clone
<
T
>
(
array_to_sort
,
 
compare
)
 
}

  
}

}

```